# Рамос, Кид
 Дэвид «Кид» Рамос (англ. David «Kid» Ramos; род. 13 января 1959, Фуллертон, Калифорния, США)  — американский блюзовый певец, гитарист, автор песен. Лауреат Blues Music Awards в номинации «Песня года» (2002), номинант Blues Music Awards в номинациях «Лучший дебют» (2000), «Блюзовый гитарист» (2000—2002, 2007—2009), «Альбом года» (2002), «Песня года» (2002), «Альбом современного блюза» (2001), «Исполнитель современного блюза» (2002), «Альбом традиционного блюза» (2002) . 

## Биография
Кид Рамос  родился в 1959 году в Фуллертоне, Калифорния в семье профессиональных оперных певцов; его мать была итальянкой . Вскоре после рождения Рамоса родители устали от гастролей и купили бензозаправку в Анахайме. Однажды туда зашёл посетитель с электрогитарой и усилителем, и предложил их на продажу. В результате у Кида к 8 годам появилась его первая гитара . Серьёзно начал осваивать инструмент с 14 лет. Учился играть на гитаре самостоятельно, слушая пластинки блюзовых музыкантов и посещая концерты Фредди Кинга, Альберта Кинга, Мадди Уотерса, Джуниора Уэллса, Бадди Гая, Майка Блумфилда; позднее его отчим настоял на профессиональных уроках . Выступал с 1977 года на вечеринках и в местных ночных клубах. В 1980 году начал профессиональную карьеру, присоединившись к группе харпера Джеймса Хармана и оставался в ней до 1988 года. После этого он недолго работал с Roomful of Blues и сделал перерыв в профессиональной карьере, обеспечивая семью, работая доставщиком воды. 
В 1993 году Рамос присоединился к The Fabulous Thunderbirds, куда его пригласил Ким Уилсон. Вместе с регулярными записями и выступлениями с ними вплоть до 2002 года, Рамос вёл и собственную деятельность. В 1994 году Рамос объединился с Линвудом Слимом и сформировал группу Big Rhythm Combo. Дебютный сольный альбом Рамоса Two Hands One Heart был выпущен в следующем году. В 1999 году вышел альбом Kid Ramos, и в 2000 году музыкант был номинирован на Blues Music Awards в двух номинациях: «Лучший дебют» и «Лучший блюзовый гитарист». С альбомом 2000 года West Coast House Party (для записи которого Кид Рамос заполучил Джеймса Хармана, Кима Уилсона, Дьюка Робилларда, Расти Зинна, Джуниора Уотсона и даже самого Кларенса Гейтмута Брауна) Рамос был номинирован как «Лучший блюзовый гитарист», а сам альбом был номинирован на звание лучшего альбома современного блюза. Прорыв произошёл в 2002 году, когда альбом Greasy Kid Stuff был номинирован на звание лучшего альбома традиционного блюза, а две песни с альбома «Charlie’s Old Highway 51 Blues’» в исполнении и авторства Чарли Масселуайта и «Gratitude Is Riches (And Complaint Is Poverty)’» в исполнении и авторства Джеймса Хармана были номинированы на звание лучшей песни года, и первая из них стала лауреатом. 
В 2008 году сформировал группу Los Fabulocos, играющую рутс-музыку, выпустившую в 2008 году альбом Los Fabulocos Featuring Kid Ramos; следующий альбом группы вышел в 2010 году. В то же время был занят в группе The 44s и выпустил с ней два альбома. В 2012 году совместно с Бобом Корритором выпустил альбом The Kid Ramos/Bob Corritore Phoenix Blues Sessions, содержащий записи конца 1990-х — начала 2000-х годов.  
В августе 2012 года Рамосу поставили диагноз саркомы Юинга, и в следующем месяце он прошел курс химиотерапии. 7 марта 2014 года музыкант получил премию  Lifetime Achievement Award от Orange County Music Awards и на мероприятии он объявил, что завершил свое лечение и выздоровел. 
В 2018 году выпустил альбом Old School. В 2018 году стал участником «супергруппы» The Proven Ones в первоначальном составе которой были клавишник Энтони Джерачи, барабанщик Джими Ботт, басист Вилли Дж. Кэмпбелл и певец Шугарэй Редфорд, которая смогла в 2018 и 2020 годах выпустить альбомы, но пандемия ковида помешала развить успех группы. В 2025 году Кид Рамос выпустил госпел-блюз альбом Strange Things Happening, записанный с участием сына музыканта Джонни Рамоса, исполнившего партию вокала в четырёх песнях. 
В течение своей карьеры много работал с другими музыкантами. Помимо Джеймса Хармана и The Fabulous Thunderbirds, Кид Рамос записывался с Уильямом Кларком, Кимом Уилсоном,Чарли Масселуайтом, Финисом Тасби, Джанивой Магнесс, Родом Пьяццой, The Mannish Boys, Кэндай Кейн, Нэппи Брауном и многими другими. В 2006 году участвовал в записи, был продюсером и аранжировщиком «живого» альбома Флойда Диксона Time Brings About A Change, ставшего последним в жизни пианиста . 
«Кид Рамос — это грубая, страстная гитарная марка блюза Западного побережья…Он не является типичным традиционным блюзменом. Да, Кид может свинговать так же сильно, как и любой другой. В основном он играет в традиционном стиле блюза, который часто ассоциируется с чистыми, джазовыми гитаристами. Но страсть и атака Кида всегда проступают и играют в грубом плотном звуке его гитары.».

## Дискография
| Год  | Название               | Лейбл             |
| ---- | ---------------------- | ----------------- |
| 1995 | Two Hands One Heart    | Black Top Records |
| 1999 | Kid Ramos              | Evidence Records  |
| 2000 | West Coast House Party | Evidence          |
| 2001 | Greasy Kid Stuff       | Evidence          |
| 2018 | Old School             | Rip Cat Records   |